# Ladera Ranch
Ladera Ranch est une census-designated place du comté d'Orange, dans l'État de Californie, aux États-Unis,. En 2020, elle compte une population de 26 170 habitants.